# Nuquí
Nuquí – miasto w Kolumbii, w departamencie Chocó.